# Lotus 100T
Lotus 100T – samochód Formuły 1 zespołu Lotus, zaprojektowany przez Gérarda Ducarouge'a oraz Martina Ogilvie'a i używany w sezonie 1988. Była to ulepszona wersja modelu 99T, napędzana turbodoładowanym silnikiem 1,5 l V6 Hondy. Z zewnątrz w porównaniu do modelu 99T Lotus 100T miał przeprojektowany "nos" oraz tylną część nadwozia. Był wyposażony w aktywne zawieszenie. Głównym sponsorem była firma Camel.
Samochód osiągał umiarkowane sukcesy; trzykrotnie trzecie miejsce zdobył Nelson Piquet, ale po raz pierwszy od pięciu lat kierowca Lotusa nie zdobył pole position ani najszybszego okrążenia. Pod koniec sezonu FIA zakazała stosowania silników turbodoładowanych, co wymusiło na Lotusie zaprojektowanie nowego modelu.

## Wyniki
| Legenda oznaczeń w tabelach wyników Wyświetl szablon na nowej stronie | Legenda oznaczeń w tabelach wyników Wyświetl szablon na nowej stronie                                                                     |
| Oznaczenie                                                            | Wyjaśnienie |
| --------------------------------------------------------------------- | --- |
| Złoty                                                                 | Zwycięzca lub mistrzostwo |
| Srebrny                                                               | 2. miejsce lub wicemistrzostwo |
| Brązowy                                                               | 3. miejsce lub II wicemistrzostwo |
| Zielony                                                               | Ukończył, punktował (w klasyfikacji generalnej, gdy zdobył co najmniej jeden punkt na przestrzeni sezonu, poza trzema powyższymi opcjami) |
| Niebieski                                                             | Ukończył, nie punktował (w klasyfikacji generalnej, gdy nie zdobył co najmniej jednego punktu na przestrzeni sezonu)                      |
| Czerwony                                                              | Nie zakwalifikował się (NZ) |
| Czerwony                                                              | Nie prekwalifikował się (NPK) |
| Różowy                                                                | Nie ukończył (NU) |
| Różowy                                                                | Niesklasyfikowany (NS) (w klasyfikacji generalnej, gdy nie został sklasyfikowany w żadnym wyścigu sezonu)                                 |
| Czarny                                                                | Zdyskwalifikowany (DK) |
| Czarny                                                                | Wykluczony (WYK/EX) |
| Biały                                                                 | Nie wystartował (NW) |
| Biały                                                                 | Kontuzjowany (K/INJ) |
| Biały                                                                 | Wyścig odwołany (OD/C) |
| Bez koloru                                                            | Został wycofany (WYC/WD) |
| Bez koloru                                                            | Nie przybył (NP/DNA) |
| Bez koloru                                                            | Nie brał udziału w treningach (NT/DNP) |
| Bez koloru                                                            | Nie został zgłoszony (–) |
| Pogrubienie                                                           | Start z pole position |
| Kursywa                                                               | Najszybsze okrążenie wyścigu |
| †                                                                     | Nie ukończył, ale jego rezultat został zaliczony ze względu na przejechanie więcej niż 90% dystansu wyścigu.                              |
| *                                                                     | Sezon w trakcie |
| 1/2/3                                                                 | Punktowana pozycja w sprincie kwalifikacyjnym                                                                                             |
| Lista systemów punktacji Formuły 1                                    | |

| Sezon | Zespół | Silnik | Opony | Kierowcy        | 1   | 2   | 3   | 4   | 5   | 6   | 7   | 8   | 9   | 10  | 11  | 12  | 13  | 14  | 15  | 16  | Pkt. | Msc. |
| ----- | ------ | ------ | ----- | --------------- | --- | --- | --- | --- | --- | --- | --- | --- | --- | --- | --- | --- | --- | --- | --- | --- | ---- | ---- |
| 1988  | Lotus  | Honda  | G     |                 | BRA | SMR | MCO | MEX | CND | DET | FRA | GBR | DEU | HUN | BEL | ITA | POR | ESP | JPN | AUS | 23   | 5    |
| 1988  | Lotus  | Honda  | G     | Nelson Piquet   | 3   | 3   | NU  | NU  | 4   | NU  | 5   | 5   | NU  | 8   | 4   | NU  | NU  | 8   | NU  | 3   | 23   | 5    |
| 1988  | Lotus  | Honda  | G     | Satoru Nakajima | 6   | 8   | NZ  | NU  | 11  | NZ  | 7   | 10  | 9   | 7   | NU  | NU  | NU  | NU  | 7   | NU  | 23   | 5    |